# サルサ/灼熱のふたり
『サルサ/灼熱のふたり』（サルサ/しゃくねつのふたり、Salsa）は、1988年のアメリカ合衆国の恋愛映画。サルサ・ダンスのコンテストに参加して生活を良くしようと決心する、下層階級のプエルトリカンダンサーを描く。ボアズ・デヴィッドソン監督、ロビー・ロサ、ロドニー・ハーヴェイ、マガリ・アルヴァラード、ミランダ・ギャリソン、アンジェラ・アルヴァラード出演。ロサはラジー賞の最低新人賞にノミネートされた。

## ストーリー
幼少期にプエルトリコ人の父を亡くして母子家庭となり、母と妹を支えるために父に代わって自動車の修理工場で働いているリコは、サルサダンスの優れた才能を持っている。プエルトリコのサンフアンで行われるダンスコンテストの出場権をかけた地元のダンスフェスティバルの開催まで間近に控え、彼は優勝を目指して家や仕事場でダンスの練習に励んでいた。仕事終わりに恋人 ヴィッキーと共にフェスティバルが開催される予定のクラブ「ラ・ルナ」へ来たリコは、2人でダンス中に仕事仲間で大親友のケンがクラブに来たのを見つけて声をかけ、もう1人の仲間 チューイらとダンスを楽しむ。その頃クラブに到着したリコの妹 リタ（マルガリータ）と悪友 ローラは、13歳以上と偽ってクラブに入る。リタがいることを知らされたリコは、13歳以上になるまで来てはいけないという言いつけを守らなかった彼女を咎め、ローラに彼女を家まで帰らせるよう言う。2人が帰った後、セリア・クルスの歌に乗り彼女に気に入られたリコは、クラブのオーナーでサルサの女王と呼ばれるルナにも特別視されていた。リタはケンにローラはリコに惹かれていくなか、リコは家に遊びに来ていたローラといい仲になり、彼女から言われてリタのクラブ通いを許可する。その夜クラブでヴィッキーと踊っていたリコは、もう一度サンフアンのコンテストに立つ夢を彼にかけたルナから呼ばれ、昼間クラブを練習に使用していいと言われる。直後ローラからダンスに誘われるリコだが、こないだのことは忘れるよう彼女に話してヴィッキーと帰っていく。ケンに話しかけられたリタは、振られたローラが他のダンサーを誘っているのを見て、彼にデートを兼ねて家まで送ってもらい、楽しんだ2人は互いに惹かれ合っていく。リコはヴィッキーに父親が自分をプエルトリコに連れて行くと言いながら叶わずに死んだことを話し、フェスティバルを勝ち抜いてプエルトリコのコンテストに出る夢を語る。
誕生日を迎えたリコは、友人たちにより盛大なパーティを開いてもらい祝福される。しかしヴィッキーはリコに未練があるローラから嫌味を言われたり、ルナからあからさまに邪魔者扱いされ、徐々にリコとの距離が開くのを感じていた。一方リタと買い出しに出かけたケンは、ビールを分けたホームレスたちの歌で踊り、距離が大きく縮まった2人は恋人関係になる。ルナとクラブでダンスの練習をしていたリコは、ヴィッキーから練習に自分がいないほうがいいと距離を置かれる。ケンと深い仲になったリタは連日彼と外出し、夜遅く帰宅するようになる。そのことを問いただされたリタは過保護に反発してリコと喧嘩になり、2人は母からたしなめられる。それでも勉強もせず遊び歩くリタのことを心配したリコは、彼女がケンと付き合っていることを知らず彼に相談し、その相手を協力して見つけ出し半殺しにしようと持ちかける。ケンはリタとのことを話す機会を逃し、どうしようもなく曖昧な返事で答える。ダンスの練習でリコは、自分の思う通りにしか踊らせようとしないルナに反抗心を持ち始める。ケンはリタと密かに会っているところをリコに見られて、激昂した彼にボコボコにされ仲違いする。翌日、ケンはリタのためだと別れを切り出し、彼女は兄に対する反発を強める。フェスティバルが近づくにつれ周囲との関係がこじれていき、リコは思い悩む。

## キャスト
※括弧内は日本語吹替
- リコ - ロビー・ロサ（西尾拓美）
- ケン - ロドニー・ハーヴェイ（英語版）（江原正士）
- リタ - マガリ・アルヴァラード（佐々木優子）
- ルナ - ミランダ・ギャリソン（英語版）（吉田理保子）
- ローラ - ムーン・オロナ（川村万梨阿）
- ヴィッキー - アンジェラ・アルヴァラード（英語版）（鶴ひろみ）
- 母 - ロイダ・レイモス（竹口安芸子）
- チューイ - ヴァレンテ・ロドリゲス（英語版）（竹村拓）
- オルランド - ダニエル・ロホ（銀河万丈）
- ベト - ハンベルト・オルティス（スペイン語版）
- ニーナ - ロクサン・フローレス
- ボス - ロバート・グールド（飯塚昭三）

以下は本人役
- ルロイ・アンダーソン
- ボビー・コールドウェル
- チェーン・リアクション（英語版）
- ウィリー・コロン（英語版）
- セリア・クルス
- マリセラ・エスクエダ（スペイン語版）
- ケニー・オルテガ

## スタッフ
- 監督 - ボアズ・デヴィッドソン
- 脚本 - ボアズ・デヴィッドソン、トーマス・ベニテッツ、シェパード・ゴールドマン
- 原案 - ボアズ・デヴィッドソン、イーライ・テイヴァー
- 製作 - ヨーラム・グローバス、メナヘム・ゴーラン
- 撮影監督 - デヴィッド・ガーフィンケル
- プロダクションデザイナー - マーク・ハスキンス
- 編集 - アラン・ジャクボヴィッツ
- 音楽 - マイケル・ビショップ、ヴォイチェフ・キラール
- 衣裳デザイン - カリン・フーパー

日本語版スタッフ
- 日本語字幕 - 細川直子
- 吹替演出 - 左近允洋
- 吹替翻訳 - 高間俊子
- 吹替調整 - 高橋久義
- 吹替製作 - グロービジョン

## サウンドトラック
1. "Margarita" - H・ウィルキンス（英語版）
2. "Chicos y chicas" - メイヴィス・ヴェガス・デイヴィス
3. "Cali Pachanguero" - グルーポ・ニチェ（英語版）
4. "Your Love" - ローラ・ブラニガン
5. "Good Lovin'" - ケニー・オルテガ、チェーン・リアクション（英語版）、エドウィン・ホーキンス・シンガーズ（英語版）
6. "Under My Skin" - ドラコ・ロサ
7. "Oye Como Va" - ティト・プエンテ
8. "I Know" - マリセラ・エスクエダ（スペイン語版）、エドウィン・ホーキンス・シンガーズ
9. "Spanish Harlem" - ベン・E・キング
10. "Puerto Rico" - ボビー・コールドウェル、マリセラ・エスクエダ、マイケル・センベロ、H・ウィルキンス、モンゴ・サンタマリア、チャーリー・パルミエリ（英語版）、エドウィン・ホーキンス・シンガーズ